# Abraham Dudok van Heel (1802-1873)
Abraham Everardus Dudok van Heel (Rotterdam, 28 augustus 1802 – Naarden, 30 oktober 1873) was een Nederlands industrieel en medeoprichter van Werkspoor in Utrecht.
Dudok van Heel, telg uit het geslacht Van Heel, was een zoon van Sebastien van Heel (1776-1852) en Maria Cornelia de Wit (1782-1851). Hij was de stamvader van de tak Dudok van Heel. De naam Dudok werd hem bij zijn doop gegeven, naar zijn overgrootmoeder Margaretha de Wit-Dudok die in februari 1802 als laatste telg van het geslacht Dudok was gestorven.
Hij was compagnon en mededirecteur  van de Koninklijke Fabriek van Stoom- en andere werktuigen Paul van Vlissingen & Dudok van Heel. Deze fabriek werd later omgedoopt tot Werkspoor. Initieel vervaardigde men er onder meer stoommachines, stoomketels en machinerieën voor de suikerindustrie.  Omstreeks 1850 was Werkspoor de grootste machinefabriek van Nederland. In de 20e eeuw werden er ten behoeve van de Nederlandse Spoorwegen locomotieven, spoorwegrijtuigen en treinstellen gebouwd. 
Daarnaast was hij directeur van Van Vlissingen, Van Heel, Cail, Halot & Co, stoomfabriek van toestellen voor de suikerindustrie te Amsterdam en mede-eigenaar suikerfabriek Krian te Dioardjo (Soerabaja)
In 1829 trouwde hij in Amsterdam met Hermine Marie Elisabeth van Rossum (1807-1869). Samen kregen ze vier zonen en twee dochters: Sebastien Abraham Corneille Dudok van Heel (1830-1908), Joannes Petrus Dudok van Heel (1831-1886), Baldine Adrienne Cornelie Dudok van Heel (1835-1890), Abraham Everardus Dudok van Heel (1837-1864), Hermine Marie Elisabeth Dudok van Heel (1839-1931) en Jean Joseph Marie Dudok van Heel (1843-1925).
Al zijn kinderen, inclusief zijn dochters, bleven actief als firmant, ingenieur of directie in meerdere stoomsmederijen en suikerraffinage fabrieken.
Dudok van Heel werd geridderd tot ridder in de Orde van de Nederlandse Leeuw.